# Tom Pelphrey
Tom Pelphrey (nascido em 28 de julho de 1982) é um ator Americano. Conhecido por interpretar Ward Meachum na série da Netflix Punho de Ferro.

## Biografia
Nascido em Howell, Nova Jersey, Pelphrey se formou em Howell High School em 2000, e pela Rutgers University (Mason Gross School of Arts) em 2004 pela pela Bachelor of Fine Arts.
Em 2017 esteve no Brasil para a participar da CCXP Tour Nordeste .
Em 30 de março de 2023, nasce Matilda Carmine Richie Pelphrey, sua primeira filha com a parceira Kaley Cuoco.

## Filmografia
| Ano  | Título                 | Personagem    | Notas          |
| ---- | ---------------------- | ------------- | -------------- |
| 2008 | Birds of America       | Hitchhiker    |                |
| 2010 | The Elastic            | Marty         | curta-metragem |
| 2012 | Junction               | David         |                |
| 2012 | Lições da Vida         | Dan           |                |
| 2013 | Turtle Island          | Tim           |                |
| 2013 | Tiger Lily Road        | Ricky Harden  |                |
| 2014 | A Cry from Within      | Carl          |                |
| 2015 | Anchors                | Denny         |                |
| 2015 | The Girl Is in Trouble | Eric          |                |
| 2015 | Sam                    | Stephen       |                |
| 2015 | #Lucky Number          | Bret Reynolds |                |
| 2015 | Blink                  | Ator          |                |

| Ano     | Título                            | Personagem       | Notas                                            |
| ------- | --------------------------------- | ---------------- | ------------------------------------------------ |
| 2007    | The Burg                          | Douche Bag Dave  | Episódio: "Out"                                  |
| 2007    | Numb3rs                           | Mike Daley       | Episódio: "Pandora's Box"                        |
| 2008    | Ghost Whisperer                   | Brian            | Episódio: "Ghost in the Machine"                 |
| 2008    | CSI: Miami                        | Mick Ragosa      | Episódio: "Wrecking Crew"                        |
| 2004–09 | Guiding Light                     | Jonathan Randall | 154 episódios                                    |
| 2009–16 | Law & Order: Special Victims Unit | Vários           | 2 episódios                                      |
| 2009–10 | As the World Turns                | Mick Dante       | 29 episódios                                     |
| 2010    | The Good Wife                     | Josh Mundy       | Episódio: "Doubt"                                |
| 2011    | Body of Proof                     | Dean Avery       | Episódio: "Talking Heads"                        |
| 2012    | Blue Bloods                       | Mike Galatis     | Episódio: "The Uniform"                          |
| 2013    | The Following                     | Brock            | Episódio: "Guilt"                                |
| 2014    | Black Box                         | Joseph Morgan    | Episódio: "Forget Me"                            |
| 2015–16 | Banshee                           | Kurt Bunker      | 15 episódios                                     |
| 2017    | Chicago P.D.                      | Thomas Cade      | Episódio: "Favor, Affection, Malice or Ill-Will" |
| 2017-18 | Punho de Ferro                    | Ward Meachum     | 21 episódios                                     |
| 2019    | Ozark (3ª Temporada)              | Ben              | 10 episódios                                     |

| Ano  | Título    | Personagem       | Notas |
| ---- | --------- | ---------------- | ----- |
| 2011 | Homefront | Connor J. Morgan | Voz   |